# فرانچسکو آرکا (بازیگر)
فرانچسکو آرکا (به ایتالیایی: Francesco Arca) (زاده ۱۹ نوامبر ۱۹۷۹) بازیگر و مدل ایتالیایی است.
از سریال‌های معروفی که او در آن بازی کرده می‌توان به سریال کمیسر و رکس و من با یک پلیس ازدواج کردم اشاره کرد.